# Germán Valenzuela Basterrica
Germán Valenzuela Basterrica (Curicó, 9 de abril de 1859–Santiago, 6 de julio de 1922) fue un médico cirujano y cirujano-dentista chileno, conocido por haber sido el primer director de la Escuela de Odontología de la Universidad de Chile.

## Biografía
Estudió Medicina en la Universidad de Chile, titulándose en 1882. Ejerció en Combarbalá y luego en La Serena durante 1887, donde le tocó enfrentar una epidemia de cólera. Comienza a mostrar interés por las patologías orales y fue enviado a estudiar Odontología a París por el jefe de Cirugía de la Universidad de Chile, doctor Carvallo Elizalde. Viajó a París con una beca del Ministerio del Interior de Chile y se tituló en 1898 como Cirujano-Dentista, para volver a ejercer a su país. 
En Chile se hizo famoso al resolver en 1909 el crimen de la Legación Alemana, caso policial en el cual el diplomático de Alemania, Guillermo Beckert asesinó al conserje y luego quemado la legación para encubrir un robo de dinero. En agradecimiento, el presidente de Chile, don Pedro Montt, le ofreció una recompensa, a lo que el doctor Valenzuela pidió que fuese utilizada para la creación de la primera escuela de odontología de Chile. La Escuela Dental de la Universidad de Chile se inauguró posteriormente el 10 de septiembre de 1911 con la presencia del Presidente Ramón Barros Luco y el doctor Valenzuela Basterrica se convirtió en su primer director.